# Викандер, Стиг
О́скар Стиг Ви́кандер (швед. Oscar Stig Wikander; 27 августа 1908, Норртелье — 20 декабря 1983, Уппсала) — шведский индоиранист, историк религий, исследователь мифологии, лингвист.

## Молодость
Стиг Викандер родился в Норртелье в центральной Швеции в семье фармацевта. Он окончил среднюю школу в Уппсале в семнадцать лет и сразу же поступил в университет города. Прежде чем ему исполнилось девятнадцать лет, он достиг больших успехов в изучении греческого и латинского языков. После этого он отправляется изучать иранские и индийские языки и религии в Париж, Берлин и Копенгаген, где профессором был Артур Кристинсен (1875—1945).

## Научная деятельность
Вскоре Викандер стал известен как блестящий молодой ученый с широкими интересами и глубокими познаниями во многих областях. В 1935 и 1936 годах он вместе с Гео Виденгреном (1907—1996) принимал участие в семинарах по Авесте, проводимых его старшим соотечественником, профессором семитских языков Уппсальского университета Х. С. Нюбергом (1889—1974). В 1938 году Викандер защитил диссертацию на факультете искусств Уппсальского университета, став тем самым первым кандидатом иранских языков и религии в Швеции. Его исследование лексических свидетельств санскрита и авестийского языка о религиозном значении группировок молодых воинов вышло под названием «Der arische Männerbund» («Арийские мужские союзы»). Эта работа в значительной степени была определена исследованиями австрийского фольклориста Отто Хёфлера (1901—1987), который между 1928 и 1934 годами был преподавателем немецкого языка в Лундском университете. В январе 1938 года Хёфлер был назначен профессором немецкой филологии и фольклора в Мюнхенском университете, где Викандер преподавал шведский язык в 1938-39 годах. В 1941 году он опубликовал своё исследование об индоиранском боге ветра Ваю. Впоследствии Лундский университет предоставил Викандеру право чтения лекций и назначил его преподавателем (доцентом) иранских языков. В конце Второй мировой войны он служил в качестве делегата Красного Креста в Греции и Турции.
В течение учебного года 1947-1948 годов Викандер преподавал историю религий как приглашённый профессор в Уппсальском университете, где в 1953 году он был назначен главным специалистом по санскриту и индоевропейской компаративистике (сравнительному языкознанию). Викандер ушёл на пенсию в 1974 году. Среди его студентов были профессор сравнительного индоевропейского языкознания Гётеборгского университета Фольке Йосефсон (р. 1934), профессор кафедры индологии Гунилла Грен-Эклунд (р. 1938) и профессор кафедры иранских исследований Уппсальского университета Бу Утас (р. 1938). Жена Викандера, Гуннель Хейкель (1911-73), была медсестрой, у них три дочери.
Викандер был международно-активным учёным и поддерживал оживлённые контакты с ведущими религиоведами. Степень его дружбы с Мирчей Элиаде (1907—1986) документально подтверждается их недавно опубликованной перепиской. В начале своей карьеры Викандер подружился с Жоржем Дюмезилем (1898—1986), который преподавал французский язык в Уппсальском университете между 1931 и 1933 годами. Дюмезиль обратил внимание на исследования Викандера (1947, 1949) для разработки своей теории индоевропейской религии. В учебном году 1959-60 Викандер был приглашенным профессором в Колумбийском университете, Нью-Йорк, а в 1967 он преподавал в Колледже Мексика, Мехико. В октябре и ноябре 1967 года Викандер по приглашению Элиаде читал лекции о мифологическом и национальном эпосе в Университете Чикаго.

## Главные работы
- Der arische Männerbund: Studien zur indo-iranischen Sprach- und Religionsgeschichte, Lund, 1938. («Арийские мужские союзы: исследование в области истории индоиранских языков и религий»)
- Vayu: Texte und Untersuchungen zur indo-iranischen Religionsgeschichte, Quaestiones Indo-Iranicae 1, Uppsala and Leipzig, 1941. («Ваю: тексты и исследования по истории индоиранских религий»)
- Feuerpriester in Kleinasien und Iran, Acta Regia Societatis humaniorum litterarum Lundensis 40, Lund, 1946. («Жрецы огня в Малой Азии и Иране»)
- «Pāṇḍavasagan och Mahābhāratas mystiska förutsättningar», Religion och Bibel 6, 1947, pp. 27-39; tr. as «La légende des Pândava et la substructure mythique du Mahâbhârata», in Jupiter, Mars, Quirinus: IV — Explication de textes indiens et latins, by G. Dumézil, Bibliothèque de l’Ecole des hautes études: Section des sciences religieuses 62.4, Paris, 1948, pp. 37-53.
- «Sur le fonds commun indo-iranien des épopées de la Perse et de l’Inde», La nouvelle Clio: Revue mensuelle de la découverte historique 1-2, 1949, pp. 310-29. («Общее в индоиранском эпосе Персии и Индии»)
- Recueil de texts kourmandji, Uppsala Universitets Årsskrift 10, Uppsala, 1959.
- «Maya and Altaic: Is the Maya Group of Languages Related to the Altaic Family», Ethnos 32, 1967, pp. 141-48. («Майя и алтайские языки: относится ли группа языков майя к алтайской семье»)
- «Maya and Altaic II», Ethnos 35, 1970, pp. 80-88.
- «Maya and Altaic III», Orientalia Suecana 21, 1972, pp. 186—204.
- Araber, vikingar, väringar, Svenska humanistiska förbundet 90, Lund, 1978. («Арабы, викинги, варяги»)